# 龍鳳 (空母)

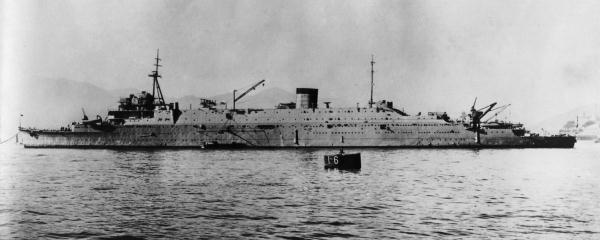
新造時の潜水母艦大鯨（後の空母龍鳳）。1935年春頃、呉。

龍鳳（りゅうほう/りうほう）は、日本海軍の航空母艦。瑞鳳型航空母艦の一つ。潜水母艦大鯨（たいげい）として竣工し、後に航空母艦「龍鳳」へ改装された。

## 特徴

### 艦載機
竣工時(定数)
艦載機31機（零式艦上戦闘機18機＋九七式艦上攻撃機6機＋予備7機）
マリアナ沖海戦時
艦上戦闘機「零戦」18機＋艦上攻撃機「天山」7機＋予備6機）
マリアナ沖海戦後（定数）
艦載機32機（「零戦」21機＋「天山」9機＋予備2機）
海戦の損失で定数が揃わず、ほとんど搭載していなかった。

### 瑞鳳との相違
龍鳳は瑞鳳型航空母艦であるが、同型艦とされる瑞鳳とは違いがある。(準同型艦ともされる)相違点は以下の通り。
- 船体が瑞鳳型と比べると若干大きく、排水量も2,000tほど多い。
- 最大速力が瑞鳳型が28ノットなのに対し、龍鳳は26.5ノットと低速になっている。
- 龍鳳は飛行甲板が強度甲板で伸縮継ぎ手がない。一方瑞鳳型は上部格納庫甲板が強度甲板で、飛行甲板に伸縮継ぎ手が設けられている。
- 龍鳳の飛行甲板の長さが瑞鳳型より5m長い。
- 後部エレベーターの位置が瑞鳳型よりも後方にあり、遮風柵は前方にある。
- 着艦標識の形状が異なる。
- その他、前部飛行甲板支柱の位置などに違いがある。

### 大鯨の諸元
1938年（昭和13年）時における「大鯨」の要目(特記の無い場合は計画要目)。
- 公試排水量：14,400トン[30]
- 全長：215.65m[30]
- 水線長：211.00m[30]
- 水線幅：19.58m[30]
- 最大幅：20.0m(最上甲板)[30]
- 深さ：19.50m(第1最上甲板まで)[30]
- 吃水：6.53m[30]
- 推進：2軸[30] x 250rpm、直径3.500m[31]
- 補助缶：ロ号艦本式缶2基[32]
- 主機：11号10型内火機械4基[32]
- 出力：計画 25,600馬力[30]、実際 13,000馬力[32]
- 速力：計画 22.2ノット[30]、実際 18.5ノット[32]
- 航続力：計画 10,000カイリ / 18ノット[30] または12,200カイリ/ 18ノット[33]
- 燃料：重油 1,897トン[30] または補給用を含めて3,570トン[32][34]
- 補給物件：重油 1,070トン(うち730トンはバラスト用[30])、真水186トン、魚雷72本、同実用頭部120個[33]
- 乗員：竣工時定員 430名[35]、1937年6月1日付定員 442名[36]。その他に潜水戦隊定員 准士官以上78名、下士官兵308名[33]。
- 兵装：40口径八九式12.7cm連装高角砲 2基、毘式40mm連装機銃 2基、保式13mm4連装機銃 2基[30]、11式機銃6挺[34]
- 航空機：九四式水上偵察機3機、呉式2号5型射出機1基[32]
- 搭載艇：12m内火艇3隻、12m内火ランチ2隻、9mカッター2隻、8m内火通船1隻、6m通船1隻[33]

この時点での航空母艦改造計画は、ディーゼルエンジンを8基搭載し公試排水量15,200トン、出力は56,000馬力、速力27ノットになった。兵装は12.7cm連装高角砲4基を搭載、機銃は25mm機銃18挺の要求だったが重量の問題で連装機銃6基12挺とした。搭載機は九六式艦上爆撃機18機、同補用6機、九六式艦上攻撃機(偵察用)4機、同補用1機を予定、原計画より速力が低下したために飛行甲板の長さを20m延長する計画だった。大鯨とは巨大な鯨という意味。

## 歴史

### 開発まで
1930年（昭和5年）4月22日に調印されたロンドン海軍軍縮条約で、日本は主力艦に続いて補助艦艇の保有を大きく制限された。そのため海軍は、制限がなかった10,000トン以下の潜水母艦や給油船などを、あらかじめ戦時にいつでも航空母艦に改造できるように設計、建造した。こうして、潜水母艦大鯨、高速給油艦剣埼（祥鳳）と高崎（瑞鳳）が建造されることとなった。この3隻は全て横須賀海軍工廠で建造された。
船体構造に溶接を広く採用、日本海軍では小型の敷設艦八重山で建造の経験があったが、大型艦では初めての試みであった。また主機にはディーゼルエンジンを大型艦艇で初めて採用、航空母艦へ改造した際は煙路の問題と航続距離の伸延に有利となるはずだった。
計画当初、第1状態としての潜水母艦の要目は以下のようであった。
- 公試排水量：10,500トン
- 全長：215.0m
- 水線長：211.120m
- 垂線間長：197.3m
- 水線幅：18.070m
- 平均吃水：5.330m
- 深さ：19.50m
- 補助缶：ロ号艦本式ボイラー2基
- 主機：11号10型ディーゼルエンジン4基
- 出力：14,000馬力
- 速力：20ノット
- 航続距離：10,000カイリ / 18ノット
- 兵装：12.7cm連装高角砲 2基、40mm連装機銃 2基、13mm4連装機銃 2基
- 搭載機：水偵3機、カタパルト2基

潜水母艦としては一等潜水艦3隻で編成された潜水隊3隊、計9隻に補給できる母艦としての要求であった。主機は1基8,000馬力のディーゼルエンジン4基を搭載しフルカンギアに接続して2軸とし、出力を制限して、ロンドン海軍軍縮条約に従うよう速力20ノット以下とする計画だった。
また空母改造時にはディーゼルエンジンを合計8基とし、出力70,000馬力、公試排水量9,600トンで速力33ノットの計画で、この速力を得るために水線長は210mが必要とされた。艦載機は九〇式艦上戦闘機9機、八九式艦上攻撃機21機を計画した。
1931年に決定した昭和6年度の①計画では最終的に航空母艦1隻、潜水母艦1隻が除外された。しかしこの種の艦は急遽建造が必要であるとされ、第1状態は潜水母艦として、有事の際には速やかに第2状態の航空母艦に改造できるような、ロンドン条約制限外の潜水母艦1隻を建造することにした。これが後の大鯨である。同じく①計画で除外された300トン型駆潜艇2隻(後の「第1号駆潜艇」「第2号駆潜艇」)とともに昭和8年度(1933年)予算に計上し、同年度1年限りとして第64回帝国議会で成立した。

### 大鯨
日本海軍は本格的な潜水母艦として迅鯨型潜水母艦2隻（迅鯨、長鯨）を保有していたが、八八艦隊の中型潜水艦に対応した能力であった。昭和時代に入って潜水艦の高性能化が進むと、迅鯨型は潜水母艦としての性能が不足するに至った。この状況下、巡潜・海大潜に対応した潜水母艦として建造されたのが、大鯨 と、高速給油艦から潜水母艦になった剣埼である。前述のように、有事には航空母艦に改造することを前提とした設計だったが、潜水母艦の能力も迅鯨型より飛躍的に向上していた。
潜水母艦大鯨は横須賀海軍工廠にて1933年（昭和8年）4月12日に起工された。同年5月23日、大鯨（たいげい）と命名。
大鯨は、日本海軍の1万トン級大型艦として初めて電気溶接を多用した。大鯨の計画喫水線長は211.12メートルに達し、これは重巡高雄や妙高より約10ｍ長く、大正期の戦艦山城より若干長い。
当時、日本海軍の艦艇で溶接が適用されていたのは、横隔壁や上部構造のような船体の縦強度計算に関係のない部分に限られていた。それを一挙に縦強度にもおしひろげ、シャフトブラケットやスターンチューブ、スターンフレームなども全て鋼板と打物とを溶接で組み合わせられた。また、溶接ブロック方式が考案、実行されたため全体の溶接工事量は膨大であった。そのため溶接工が急速に養成され、最初は70人程度だったものが最終的に200人以上になる（その大部分が三級溶接工であった）。
こうして大鯨の建造は進んだが、溶接の過程で歪みが発生。有効な解決策がないまま船体への溶接が上部に進むに従って、キール前後端の歪みがますます大きくなっていった。
そのため船殻工事が完成した頃には艦首端でキールの上昇歪みが150ミリ、艦尾のカットアップで100ミリほどになってしまう。この歪みのためにスクリューシャフト取付に必要な軸心見透しができなかった。また、日中の太陽の熱で暖められた上甲板が、夜になり冷えてくると収縮し船体の前後端が上方にひっぱられ、鋼板がきしみ夜泣きのようにキーンと甲高く響いていたという。この歪みを解消するためいくつかの方法が試みられるがうまくいかず、ついに船体の切断が行われる。艦尾を自重によって下降させようやく歪みを矯正。この切断部はリベットにより連結された。これらの努力により起工後わずか7ヶ月という短期間で進水した。しかしこの時、大鯨はまだスクリューシャフトを通していなかった。進水式の日程は昭和天皇に知らされており、工事を急ざるを得なかった。
10月28日、横須賀海軍工廠に大鯨艤装員事務所を設置する。11月16日、大鯨は進水した。
横須賀工廠はただちに最上型巡洋艦3番艦「鈴谷」の建造準備に入り、同艦は大鯨と同一船渠で12月11日に起工した。
大鯨は進水直後にドック入りしてふたたび軸心見透しを行った結果、歪みの除去が十分でなく、船体の切断箇所を中甲板まで広げて同一箇所で再切断、また艦首部にも切断箇所を設けリベットにより再結合された。
起工翌年の1934年（昭和9年）3月31日に大鯨は竣工し、横須賀鎮守府籍となる。ただし予算上の問題のための形式上のものであり、居住設備の艤装が一部未了、電気配線が一部仮設のまま、主機の運転も済んでいなかった。
大鯨艤装員事務所を撤去したものの、そのまま大鯨陸上事務所と改名した。予備艦となって引き続き工事を続行。同時に友鶴事件の対策工事も行い、固定バラストの搭載などを行った。空母改造を秘匿するために最上甲板(空母時の飛行甲板)に搭載の予定だった短艇類は一部を残して艦尾に移動させた。補給用真水タンクも同所に設置予定だったが、後部機械室に予定された箇所へ移動した。同年7月1日に呉鎮守府へ転籍、11月15日に練習艦となり、11月20日に実質的に竣工した。
11月下旬、大鯨は横須賀を出発した。24日には伊勢神宮沖合に到着する。翌日出発し、呉に到着した。ただし細部の艤装は未決定の部分があり、翌年春頃まで呉海軍工廠で艤装工事を行ったという。
基本計画時の公試排水量10,500トンは、竣工時計画で公試排水量10,717トンにまで増えていたが、友鶴事件の対策で更に固定バラスト1,000トンを搭載し計画で公試排水量11,717トンとなった。また実際の排水量は公試排水量12,662トン、満載排水量14,282.5トンとなっていた。兵装は機銃、射出機、高射装置などがまだ未装備であり、探照燈も未装備だった。高角砲は1935年(昭和10年)春頃までは12cm連装高角砲2基を搭載しており、同年秋頃には12.7cm連装高角砲に換装されていた。水偵は一四式水上偵察機が搭載されていた。
日本海軍の大型艦艇に初めて採用されたディーゼルエンジンは問題が多く、発煙も多く故障が続出し出力は予定の半分の馬力がせいぜいであり、根本的な欠陥を示した。同年9月18日に行われた公試では18,254馬力で20.1ノットだったという。当時潜水艦用の主機としてディーゼルエンジンは成功を収めており、ドイツ海軍の装甲艦ドイッチュラントがディーゼルエンジンを採用したことから、日本海軍も大型水上艦用ディーゼルエンジンの試作を1932年(昭和7年)から始めていた。しかし、ドイツの場合でも実用化には約10年かかっており、大鯨への採用は日本海軍関係者の一部でも無謀とされていた。
また竣工翌年9月には第四艦隊事件が発生した。大鯨は第四艦隊・第二戦隊（足柄、川内、大鯨）となり、アメリカ軍戦艦と想定されて参加した。9月26日午後2時10分、大鯨は後部防水扉の破損により舵取機室昇降口から海水が流入、電動機の故障により舵がきかなくなり、台風の中で人力操舵を余儀なくなされた。同日には第一航空戦隊（龍驤、鳳翔）や第四水雷戦隊各艦も台風で損害を受けている。横須賀入港後の調査では、船体溶接部分に亀裂が見つかり、応急修理を受けたあと呉に向かった。
1936年（昭和11年）1月、再び横須賀に戻り、同年2月から翌年7月まで主機換装と性能改善工事を行う。またこの時、二・二六事件に遭遇している。
日華事変の勃発により一旦工事を終えて、1937年（昭和12年）8月に第3艦隊に編入し中国方面へ出撃、同年10月には再度予備艦となって工事を再開した。第四艦隊事件対策後に空母改造を再検討した結果、更に船体の補強やバルジの装着、固定バラストの追加などが必要となっていた。これらは1938年(昭和13年)夏に大臣決裁を得て、同年度中に工事を終了したという。この時点で高射装置と右舷に射出機1基を搭載、更に船体側面にはディーゼルエンジン吸気口と思われる構造物が追加されている。第4艦隊事件の対策として艦尾甲板を1甲板分上げたのもこの時とされる。
これらの問題解決に時間を費やした結果、実際の就役は大幅に遅れて1938年（昭和13年）9月5日に第一潜水戦隊に編入された。9月8日、第一潜水戦隊旗艦は伊7から大鯨に変更された。
1938年（昭和13年）の艦隊編入後は、北支方面や南洋方面で進出し隷下潜水艦と共に活動した。
1940年（昭和15年）11月15日、日本海軍は第六艦隊を新編する。大鯨は同艦隊・第一潜水戦隊へ編入。当時、第一潜水戦隊は第六艦隊司令長官の直率部隊だった。
翌1941年（昭和16年）1月16日には1日だけ第六艦隊旗艦を練習巡洋艦香取から引き継いだ。
4月10日には第六艦隊・第二潜水戦隊へ編入された。
呉で整備中の5月1日、日本海軍は第一潜水戦隊司令部を新編する（司令官鋤柄玉造少将）。第一潜水戦隊旗艦は特設潜水母艦さんとす丸に指定され、大鯨は5月3日に伊号第七潜水艦より第二潜水戦隊旗艦を引き継いだ。
9月3日、大鯨は軽巡洋艦五十鈴より第三潜水戦隊（司令官三輪茂義少将）旗艦を引き継いだ。
10月3日、第三潜水戦隊旗艦は大鯨から伊号第八潜水艦に変更された。
11月10日、三輪少将（三潜戦司令官）は第六艦隊旗艦香取（司令長官清水光美中将）で真珠湾攻撃の打ち合わせをおこなう。翌11日、三潜戦旗艦を大鯨から伊8に変更する。第三潜水戦隊各艦（旗艦〈伊8〉、第11潜水隊〈伊74、伊75〉、第12潜水隊〈伊69、伊68、伊70〉、第20潜水隊〈伊73、伊71、伊72〉、附属〈大鯨〉）はクェゼリン環礁へ進出した。大鯨が別行動をとったのは、企図秘匿上の措置である。
クェゼリンに三潜戦各艦（大鯨を含む）が終結後、11月20日に三輪少将（三潜戦司令官）は大鯨艦上で初めてハワイ作戦を各潜水艦長に伝達した。参集者の士気は大いに揚ったという。翌日以降、三潜戦各艦はハワイ方面に出撃した。
開戦直前の12月4日、大鯨は呉港に帰港した。その後、横須賀に回航された。
1941年（昭和16年）12月8日に太平洋戦争が勃発する。12月中旬、潜水母艦剣埼の空母改装が完了し、空母祥鳳と改名された（12月22日附）。祥鳳の完成に先立つ12月20日、大鯨は第三予備艦に指定され、横須賀海軍工廠で航空母艦への改装に着手した。

### 龍鳳

#### 1942年
潜水母艦（大鯨）から航空母艦（龍鳳）への改装工事は3ヶ月以内に完了するはずだったが、工事に時間がかかり、結局工事が完了したのは1942年（昭和17年）11月のことだった。工事期間中に以下のようなことが発生している。改装で問題の多かったディーゼルエンジンを、陽炎型駆逐艦と同じタービンエンジンへ換装。
1942年（昭和17年）4月18日、ドーリットル空襲の際には、B-25爆撃機（エドガー・E・マックエロイ中尉機）の投下した爆弾が命中し、大鯨の右舷に縦8メートル、横15メートルの破孔が生じ修理に4ヶ月を要した。
また、5月上旬、横須賀鎮守府在籍の空母翔鶴が珊瑚海海戦で大破。母港（横須賀海軍工廠）は大鯨の改造工事等で手一杯のため、呉に回航されている。
1942年（昭和17年）10月20日、大鯨は舞鶴鎮守府へ転籍した。第一警備艦に指定される。11月28日に航空母艦への改装を完了した。11月30日、龍鳳と命名された。
祥鳳（剣埼）と瑞鳳（高崎）の空母改装に際し、本来の起工日・進水日・竣工日と、書類上の起工日・進水日・竣工日が異なることになった（剣埼=昭和9年12月3日〈祥鳳、昭和14年1月10日〉起工、剣埼=昭和10年6月1日〈祥鳳、昭和15年2月23日〉進水、剣埼=昭和14年1月15日〈祥鳳、昭和16年12月22日〉竣工）。（高崎=昭和10年6月20日〈瑞鳳、昭和13年1月15日〉起工、高崎=昭和11年6月19日〈瑞鳳、昭和14年3月1日〉進水、高崎〈瑞鳳〉昭和15年12月27日竣工）。
このため、潜水母艦としての起工順は、大鯨、剣埼、高崎 の順だが、航空母艦としての起工日の順は、瑞鳳、祥鳳、龍鳳となっている。
航空母艦への改装を完了した龍鳳はただちに第三艦隊に編入された。
12月上旬、龍鳳は空母冲鷹及び護衛駆逐艦2隻（時津風、卯月）と共にトラック泊地への進出を命じられる。搭載航空機は日本陸軍の九九式双発軽爆撃機だった。
龍鳳が第四水雷戦隊に護衛艦について問い合わせると、第9駆逐隊朝雲と第27駆逐隊時雨が指定されたとの報告があった。ところが、冲鷹の故障が発生し出港が遅れる見込みとなったため、2隻（龍鳳、時津風）が先行して出発することになった。11日、2隻（龍鳳、時津風）は横須賀を出発した。
12月12日午前9時10分、龍鳳は八丈島東160浬でアメリカ潜水艦の雷撃を受け、右舷中部に魚雷1本が命中した。単独航海こそ可能であったがトラック泊地へ向かう事はできず、時津風に護衛されて出撃したばかりの横須賀へ引き返すことになった。この潜水艦はドラムであった。
12月14日、龍鳳は横須賀に到着した。龍鳳について懸念していた昭和天皇は安心するとともに、同艦輸送予定の飛行機について懸念している。龍鳳の修理には約四ヶ月かかる事が判明した。龍鳳が運ぶはずだった陸軍機は、空母瑞鶴（護衛の駆逐艦は雪風と時津風）によりトラック泊地へ輸送された。

#### 1943年
日本海軍はミッドウェー海戦における主力空母4隻（赤城、加賀、蒼龍、飛龍）喪失を受けて、1942年（昭和17年）7月14日附で翔鶴型航空母艦を基幹とした第三艦隊(機動部隊)を編制していた。航空母艦搭載機搭乗員を育成するため、鹿屋海軍航空隊（艦爆、艦攻）と築城海軍航空隊（艦戦）が第三艦隊附属となって補充員の錬成にあたるが、第三艦隊の空母（翔鶴、瑞鶴、瑞鳳、隼鷹、飛鷹）はガダルカナル島の戦いに投入されて内地に戻れず、鹿屋・築城航空隊とも効果的な教育訓練が出来なかった。
そこで1943年（昭和18年）1月15日附で鹿屋航空隊、築城航空隊、軽空母2隻（鳳翔、龍鳳）および駆逐艦夕風により第五十航空戦隊（司令官酒巻宗孝少将）が編制されて第三艦隊に編入され、空母艦載機搭乗員の育成にあたることになった。標的艦摂津も第五十航空戦隊第四部隊として所属し、訓練に協力する。また連合軍の本土空襲の場合には、内戦部隊と協力して対処することになった。
横須賀での修理を終えた龍鳳は、南太平洋海戦（1942年10月26日）で大破後に横須賀で修理されていた空母翔鶴と行動を共にする。3月20日、空母2隻（翔鶴、龍鳳）は駆逐艦4隻（浜風、漣、響、波風）に護衛されて内海西部へ到着、以後の龍鳳は鳳翔と共に訓練に従事した。
5月10日附で第五十航空戦隊司令官は城島高次少将にかわった。
6月上旬、日本本土の第二航空戦隊（飛鷹）、第27駆逐隊（時雨、有明、夕暮）はトラック泊地への進出を命ぜられていた。航空機を南方へ輸送すると共に、跳梁するアメリカ軍潜水艦を航空機によって排除しようと企図したのである。
6月10日、先行して出港した飛鷹は三宅島近海で米潜水艦の雷撃を受け、大破した。飛鷹は軽巡洋艦五十鈴に曳航されて横須賀に戻る。飛鷹航空隊はそのまま龍鳳航空隊に転用された。ただし、龍鳳は小型のため飛鷹航空隊を全て搭載することができず、一部部隊は空輸によりトラック泊地へ向かった。
6月12日附で龍鳳は第二航空戦隊に編入、旗艦となる。
6月16日、第三戦隊（金剛、榛名）、第七戦隊（熊野、鈴谷）、空母3隻（龍鳳、大鷹、冲鷹）、軽巡（五十鈴）、駆逐艦部隊（第27駆逐隊〈時雨、有明、夕暮〉、第7駆逐隊〈潮、曙、漣〉、第16駆逐隊〈雪風〉、第17駆逐隊〈浜風、谷風〉、第24駆逐隊〈涼風〉、秋月型駆逐艦〈新月〉、夕雲型駆逐艦〈清波〉）は横須賀を出港、南方へ進出した。航空隊は陸上基地に配備された。7月2日、龍鳳飛行隊（零戦21、艦攻9）はラバウルを経てブーゲンビル島のブインに進出したが、約1ヶ月で半数を失った。7月中旬、戦力を喪失した龍鳳航空隊は解散し、現地の第204海軍航空隊に吸収された。
その後も龍鳳は航空機輸送任務に従事し、最前線でアメリカ軍と交戦する機会は訪れなかった。

#### 1944年以降
1944年（昭和19年）3月上旬、空母瑞鳳と共にサイパン・グアム方面への輸送任務を命じられる。当初龍鳳が輸送部隊を指揮することになっていたが、艦長交替に伴い「瑞鳳」が指揮を執ることになった。軽巡洋艦能代、駆逐艦3隻（雪風、初霜、山雲）が護衛に就いた。横須賀から出港した空母瑞鳳等と合流後、輸送部隊は南下。31日、能代が艦隊から分離してパラオへ向かう。4月1日、龍鳳は駆逐艦初霜と共に艦隊から分離、グアムに向かう瑞鳳隊と別れてサイパンへ向かった。同地ではアメリカ軍艦隊出現の報告があったものの各艦損害を受けることはなく、4月8日に呉へ戻った。
6月下旬、マリアナ沖海戦に参加した。機動部隊乙部隊は、第二航空戦隊（司令官城島高次少将）指揮下の航空母艦3隻（隼鷹〔旗艦〕、飛鷹、龍鳳）、戦艦長門、重巡洋艦最上、第2水雷戦隊（第27駆逐隊〈時雨、五月雨〉、夕雲型駆逐艦〈秋霜、早霜〉）、第10戦隊（第4駆逐隊〈満潮、野分、山雲〉、第17駆逐隊〈浜風〉）によって編成されていた。
6月19日、攻撃隊を発艦させたがこの攻撃は失敗に終わった。同日、機動部隊主隊（甲部隊）はアメリカ潜水艦の雷撃により大鳳と翔鶴を喪失した。
6月20日、甲部隊、乙部隊、前衛部隊、補給部隊は同一海面に集合、混乱をきたしたところをアメリカ軍機動部隊艦載機の空襲を受けた。この時、龍鳳に第27駆逐隊の時雨が随伴していた。時雨は龍鳳を目標として接近するTBFアベンジャー雷撃機の一群を発見、対空砲火で龍鳳を守った。時雨は戦闘詳報の中で「敵急降下爆撃機ばかりに気を取られて、雷撃機への警戒が足りない」と提言している。
20日の対空戦闘で空母飛鷹、タンカー清洋丸、玄洋丸が沈没、瑞鶴、隼鷹、千代田、榛名、摩耶、速吸が損傷を受け、龍鳳も至近弾により若干の被害があった。第二航空戦隊の航空機損害は79機（自爆6、未帰還47、不時着26）であった。このマリアナ沖海戦が、龍鳳が機動部隊として参加した最初で最後の戦いとなった。
マリアナ沖海戦後は艦載機不足により、輸送艦として用いられた。11月7日、空母雲龍より第一機動艦隊旗艦（司令長官小沢治三郎中将）を引き継ぐが、11月15日に第一機動艦隊及び第三艦隊は解隊された。龍鳳は日本海軍機動部隊最後の旗艦となった。
同年12月下旬、本艦および第二水雷戦隊5隻（軽巡〈矢矧〉、第17駆逐隊〈雪風、浜風、磯風〉、第21駆逐隊〈時雨〉）はヒ87船団に加入し、台湾方面への輸送作戦を下令される。19日の連合艦隊電令時点で時雨は編制に加えられていないが、同艦は護衛中の空母雲龍（搭載貨物「桜花」）が米潜水艦に撃沈されたあと佐世保に戻っており、21日の電令で作戦参加が決定した。
龍鳳の積荷は雲龍と同じく有人ロケット特攻機桜花58機であった。だがフィリピンに向かった雲龍が撃沈されたことにより、急遽龍鳳の目的地は台湾に変更されたという経緯があった。龍鳳及び護衛艦は出撃準備を進めたが、矢矧は補充兵の内地訓練が必要として連合艦隊より作戦参加を免除され、雪風は機関部に故障が見つかり作戦不参加となる。
12月31日、龍鳳はタンカー9隻（黒潮丸、辰和丸（貨物船）、海邦丸、さらわく丸、光島丸、天栄丸、宗像丸、松島丸、神威（海軍給油艦））、駆逐艦4隻（浜風、磯風、時雨、旗風）、海防艦4隻（御蔵、屋代、倉橋、第13号海防艦）とヒ87船団を編成し、門司港から台湾に向かった。1945年（昭和20年）1月3日、アメリカ軍第38任務部隊による台湾空襲が開始され、船団は舟山群島北方泊地へ退避した。さらに商船が空襲を受けているとの情報を受けて神威より4隻（龍鳳、時雨、浜風、磯風）に退避命令が出た。4日12時過ぎ、龍鳳以下は船団を離脱して嵊泗列島の泗礁山泊地に向かった。4隻は約1日避退したのち、6日11時にヒ87船団本隊と合流する。
7日11時27分、船団は米潜水艦ピクーダに襲撃され、タンカー宗像丸が損傷を受けた。輸送船団の1隻海邦丸からは、龍鳳が時雨を率いて船団から離脱したように見えたという。実際には船団指揮官の命令によるものである。13時、4隻（龍鳳、時雨、浜風、磯風）は船団から先行するよう命じられ、船団に先行して台湾の基隆港へ向かった。基隆到着をもって駆逐艦3隻（時雨、浜風、磯風）は龍鳳護衛任務を終え、船団護衛に戻った。翌日、浜風は海邦丸と衝突、さらに馬公市に向かう途中座礁して窮地に陥り、かろうじて本土に戻った。また予定どおり高雄港に向かったヒ87船団は、第38任務部隊艦載機の空襲や米潜水艦の攻撃で大損害を受けた。高雄で時雨と磯風は分離した。引き続きヒ87船団を護衛していた時雨は1月24日に米潜水艦ブラックフィンの雷撃で撃沈されている。
11日午前、磯風と海防艦御蔵が基隆に戻った。龍鳳の出港が遅れていたため、磯風が引き続き同艦の護衛にあたることになった。12日6時45分、龍鳳はタモ35船団護衛として基隆を出港。17日12時、日本本土近海でタモ35船団と分離したのち、15時5分に磯風は龍鳳と分離すると先行して呉へ向かった。
本土帰還後は練習空母となったが、3月19日には、アメリカ海軍機動部隊による呉軍港空襲に遭遇した。ロケット弾や爆弾数発が命中して中破。爆風により飛行甲板は中央部で2m隆起し、50mにわたって大亀裂が生じた。本艦を含め数隻（大淀、日向、天城、龍鳳、海鷹、利根）が損傷した。
4月20日、空母4隻（隼鷹、天城、龍鳳、鳳翔）も第四予備艦に指定される。
6月1日附で各艦（長門、榛名、伊勢、日向、天城、鳳翔、龍鳳）は特殊警備艦に指定された。
その後、残存大型艦（天城、葛城、榛名、伊勢、日向、利根、青葉、大淀）等と共に、浮砲台として呉軍港に係留された。乗組員は艦の修理を行うと同時に、農園の手入れにも従事した。
7月下旬の呉軍港空襲では、繋留された状態ながら対空戦闘を行う。7月24日空襲では、12.7cm高角砲81発、25mm機銃1376発、12.7cm噴進砲（ロケット砲）15発を発射。7月28日空襲では、高角砲12発、機銃252発を発射。30日、呉鎮守府長官は龍鳳及び空母鳳翔の周辺に25mm機銃を配備して対空陣地を築くよう命じる。さらに空襲で大破着底した巡洋艦利根、大淀からも両艦が装備していた25mm単装機銃及び乗組員が龍鳳と鳳翔に派遣された。龍鳳は防空砲台となった状態で終戦を迎えた。空襲による損傷が著しかった為復員輸送艦には指定されず、1946年（昭和21年）4月2日に呉工廠にて解体を開始し、9月25日に完了した。

## 艦長
艤装員長
1. 鋤柄玉造 大佐：1933年10月20日 - 1934年3月23日[165]

艦長
1. 鋤柄玉造 大佐：1934年3月23日 - 1934年11月15日[166]
2. 高須三二郎 大佐：1934年11月15日 - 1936年11月16日[166]
3. （兼）茂泉慎一 大佐：1936年11月16日 - 1936年12月1日[166]
4. 蓑輪中五 大佐：1936年12月1日 - 1937年11月15日[167]
5. 森徳治 大佐：1937年11月15日 - 1938年5月25日[166]
6. 中里隆治 大佐：1938年5月25日 - 1938年12月15日[168]
7. 原田覚 大佐：1938年12月15日 - 1939年11月15日[166]
8. 中邑元司 大佐：1939年11月15日 - 1941年4月10日[166]
9. 大倉留三郎 大佐：1941年4月10日 - 1941年11月10日[166]
10. 木山辰雄 大佐：1941年11月10日 - 1942年4月23日[166]
11. 相馬信四郎 大佐：1942年4月23日 - 1942年11月1日[166]
12. 亀井凱夫 大佐：1942年11月1日 - 1944年3月16日[166]
13. 松浦義 大佐：1944年3月16日[166] -
14. 高橋長十郎 大佐：1945年1月20日[166] -
15. 佐々木喜代治 大佐：1945年4月28日[166] -

## 年表

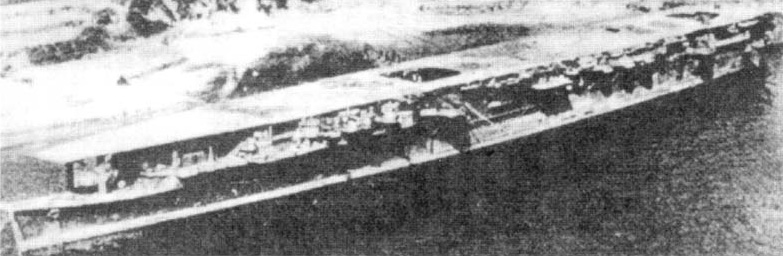
呉軍港で大破した龍鳳。

- 1933年（昭和8年）4月12日 - 横須賀海軍工廠で起工。
  - 11月16日 - 進水
- 1934年（昭和9年）3月31日 - 竣工。横須賀鎮守府籍。そのまま予備艦となり工事続行。
  - 7月1日 - 呉鎮守府籍に転籍。
- 1937年（昭和12年）8月 - 日中戦争により一時的に第3艦隊付属となり上海方面に進出する。
- 1938年（昭和13年）9月5日 - 第一艦隊・第一潜水戦隊に編入。
  - 9月8日 - 第一潜水戦隊旗艦[78]。
  - 10月 - 中国方面進出。
- 1939年（昭和14年）3月 - 中国方面進出。
  - 8月 - 南洋方面進出。
  - 11月15日 - 予備艦となる。
- 1940年（昭和15年）11月15日 - 第六艦隊・第一潜水戦隊に編入。
- 1941年（昭和16年）4月10日 - 第六艦隊・第二潜水戦隊に編入。
  - 5月3日 - 第二潜水戦隊旗艦[82]。
  - 9月3日 - 第三潜水戦隊旗艦[83]。
  - 10月2日 - 第三潜水戦隊旗艦を解かれる[84]。
  - 11月 - 南洋方面進出。
  - 12月4日 - 呉入港
  - 12月20日 - 第三予備艦[90]。横須賀工廠で空母への改装工事に入る
- 1942年（昭和17年）10月20日 - 舞鶴鎮守府籍へ転籍[94]。
  - 11月30日 - 軍艦大鯨から軍艦龍鳳と改名[12]。第三艦隊編入。
  - 12月11日 - トラック島に向け横須賀出港。
  - 12月12日 - アメリカ潜水艦の雷撃で被雷
  - 12月16日 - 横須賀海軍工廠にて損傷箇所の修理。
- 1943年（昭和18年）3月19日 - 呉に向けて横須賀出港。
  - 3月31日 - 呉に入港。訓練に従事。
  - 5月25日 - 呉出港。
  - 6月13日 - 横須賀帰着。第三艦隊第二航空戦隊に編入。
  - 6月16日 - トラック島に向け横須賀出港。
  - 6月21日 - トラック島に入港。
  - 7月2日 - 龍鳳所属の戦闘機隊の一部、ラバウルを経由しブイン基地に進出。
  - 7月5日 - 残部の龍鳳飛行隊、ブイン基地に進出。
  - 7月15日 - 航空母艦飛鷹飛行隊の全員、正式に龍鳳に転属の措置がとられる。
  - 7月19日 - トラック島を出航。
  - 7月24日 - 呉入港。訓練・整備を実施。
  - 9月22日 - 呉工廠に入渠。
  - 9月27日 - 呉工廠を出渠。
  - 10月6日 - 呉出港。
  - 10月15日 - 三亜入港。
  - 10月16日 - 三亜出港。
  - 10月19日 - シンガポール入港。
  - 10月26日 - シンガポール出航。
  - 10月30日 - 三亜入港。
  - 10月31日 - 三亜出港。
  - 11月5日 - 呉入港。
  - 11月22日 - 南方に向け呉出港。航空機輸送任務等に従事。
- 1944年（昭和19年）1月2日 - 呉入港。
  - 1月28日 - 呉にて訓練に従事。
  - 3月19日 - 呉出港。
  - 4月1日 - サイパン島入港。
  - 4月3日 - サイパン出港。
  - 4月8日 - 呉入港。
  - 4月29日 - 南方に向け呉出港。
  - 5月16日 - タウイタウイ泊地に入港。
  - 6月13日 - タウイタウイ泊地を出港。
  - 6月14日 - ギマラス泊地に入港。
  - 6月15日 - ギマラス泊地を出港。「あ号作戦」のためマリアナ沖へ向かう。
  - 6月19日 - マリアナ沖海戦に参加。
  - 6月20日 - アメリカ軍機動部隊艦載機の攻撃をうけ小破。
  - 7月3日 - 呉入港。
  - 7月9日 - 呉工廠に入渠。損傷箇所の修理や飛行甲板の延長、対空兵装の強化を実施。
  - 7月10日 - 第三艦隊第一航空戦隊に編入。
  - 7月20日 - 呉工廠を出渠。
  - 8月10日 - 第三艦隊第四戦隊に編入。瀬戸内海にて待機。
  - 10月4日 - 呉出港。
  - 11月2日 - 呉入港。瀬戸内海にて待機。
  - 11月15日 - 連合艦隊第一航空戦隊に編入。
  - 12月31日 - ヒ87船団に所属して内地を離れる。
- 1945年（昭和20年） - 
  - 1月19日 呉にて訓練に従事。
  - 2月3日 - 内海にて訓練に従事。
  - 3月19日 - 呉軍港空襲にて敵艦載機の攻撃をうけ、飛行甲板等に爆弾3発が命中し大破。
  - 4月20日 - 第四予備艦に指定[155]。
  - 6月1日 - 特殊警備艦に指定[156]。陸岸に係留され、対空砲台となる。その際、高角砲要員と機銃要員以外は下艦を命ぜられた。
  - 8月15日 - 終戦を迎える。
  - 11月30日 - 除籍。
- 1946年（昭和21年）4月2日 - 播磨造船所呉船渠（旧呉海軍工廠）の第3船渠にて解体開始。
  - 9月25日 - 解体完了。